# 都賀 (千葉市)
都賀（つが）は、千葉県千葉市若葉区の地名。この記事では関連町名の西都賀や都賀の台についても記述する。現行行政地名は都賀が都賀一丁目から都賀五丁目、西都賀が西都賀一丁目から西都賀五丁目、都賀の台が都賀の台一丁目から都賀の台四丁目。郵便番号は都賀が264-0025、西都賀が264-0026、都賀の台が264-0033。

## 地理
千葉市の若葉区の西部に位置している。東はみつわ台と東寺山町と原町に、西は桜木北と桜木に、南は高品町と貝塚町と貝塚に、北は若松町に接している。

## 交通

### 鉄道
- JR東日本 総武本線
  - 都賀駅
- 千葉都市モノレール 2号線
  - 都賀駅

### 道路
- 千葉県道64号

## 施設
- 都賀の台小学校